# 石抹继祖
石抹继祖，字伯善，元朝大臣，契丹族。御史大夫石抹也先的曾孙，石抹查剌曾孙，石抹库禄满之孙，昭毅大将军石抹良辅的儿子。
元成宗大德十一年（1307年），以父亲告老袭职，担任沿海上副万户。开始分镇台州（今浙江省临海市），元仁宗皇庆元年（1312年），改镇婺州（今浙江省金华市）、处州（今浙江省丽水市）。他治军严肃，在平定宁都（今江西省宁都县）之乱中获战功。为官明达政事，讲究盐策，多合时宜。石抹继祖学问以儒家经术为本，兼通名法、纵横、天文、地理、术数、方技、释老之说，在元朝官场被人称道。其子石抹宜孙。